# Мальмезак, Рене
Рене Мальмезак (фр. René Malmezac; 1931, Бурай — 11 августа 2021, Пунаауйя) — новокаледонский и таитянский бизнесмен, предприниматель и велогонщик.

## Биография
Рене Мальмезак родился в 1931 году в городе Бурай в Новой Каледонии.
Выступал в шоссейных и трековых велогонках где он одержал ряд больших побед. Был чемпионом Новой Каледонии по велоспорту.
После женитьбы на полинезийке переехал на Таити, где в ноябре 1963 года в городе Папеэте основал стивидорную компанию Sat Nui, занимающуюся погрузочно-разгрузочными деятельностью на причалах в полинезийском порту.
Являлся «крестным отцом» полинезийского велоспорта. В 1970-х годах стал первым президентом Федерации велоспорта Таити. В 1993 году был инициатором шоссейной многодневной велогонки Тур Таити.
Был награждён орденом Таити Нуи в 2003 году и кавалером ордена Почётного легиона в 2006 году
Скончался 11 августа 2021 года в Пунаауйе в возрасте 90 лет. Похоронен на кладбище Урани.

## Семья
Имел четверых детей. Сын Эрик является почетным консулом Новой Зеландии. Внук Кристоф спутник Марин Лорфелин, обладательницы титула «Мисс Франция-2013».